# 8. Festiwal Polskich Filmów Fabularnych w Gdańsku
8. Festiwal Polskich Filmów Fabularnych odbył się w 1981 w Gdańsku.

## Filmy konkursowe
„Anna” i wampir, reż. Janusz Kidawa
Bołdyn, reż. Ewa Petelska i Czesław Petelski
Czułe miejsca, reż. Piotr Andrejew
Czwartki ubogich, reż. Sylwester Szyszko
Dreszcze, reż. Wojciech Marczewski
Dziecinne pytania, reż. Janusz Zaorski
Droga, reż. Ryszard Ber
Głosy, reż. Janusz Kijowski
Gorączka, reż. Agnieszka Holland
Indeks, reż. Janusz Kijowski
Jak żyć, reż. Marcel Łoziński
Klejnot wolnego sumienia, reż. Grzegorz Królikiewicz
Laureat, reż. Jerzy Domaradzki
Meta, reż. Antoni Krauze
Mężczyzna niepotrzebny!, reż. Laco Adamík
Miłość ci wszystko wybaczy, reż. Janusz Rzeszewski
Miś, reż. Stanisław Bareja
Mniejsze niebo, reż. Janusz Morgenstern
Okno, reż. Wojciech Wójcik
Polonia Restituta, reż. Bohdan Poręba
Przeprowadzka, reż. Jerzy Gruza
Rdza, reż. Roman Załuski
Ręce do góry, reż. Jerzy Skolimowski
Ryś, reż. Stanisław Różewicz
Spokój, reż. Krzysztof Kieślowski
Szarża, reż. Krzysztof Wojciechowski
W biały dzień, reż. Edward Żebrowski
Wahadełko, reż. Filip Bajon
Wojna światów – następne stulecie, reż. Piotr Szulkin
Vabank, reż. Juliusz Machulski
Zasieki, reż. Andrzej J. Piotrowski

## Jury
- Kazimierz Kutz (przewodniczący) – reżyser filmowy
- Jerzy Andrzejewski – pisarz
- Stanisław Janicki – dziennikarz
- Kazimierz Koźniewski – pisarz
- Stanisław Michalski – aktor
- Zbigniew Rybczyński – reżyser
- Jacek Snopkiewicz – dziennikarz
- Andrzej Werner – krytyk filmowy
- Mieczysław Waśkowski – reżyser filmowy
- Krzysztof Winiewicz – operator

## Laureaci
Wielka Nagroda Festiwalu - Złote Lwy Gdańskie: Gorączka, reż. Agnieszka Holland
Nagroda Specjalna Jury:
- Krzysztof Kieślowski Spokój,
- Antoni Krauze Meta

Nagrody Główne - Srebrne Lwy Gdańskie:
- Wojciech Marczewski Dreszcze,
- Edward Żebrowski W biały dzień,
- Filip Bajon Wahadełko

Nagrody Indywidualne - Brązowe Lwy Gdańskie:
- debiut: Juliusz Machulski Vabank
- najlepsza rola męska: Janusz Gajos Wahadełko
- najlepsza rola kobieca: Mirosława Marcheluk Wahadełko

Wyróżnienia Honorowe:
- aktorskie:
  - Michał Bajor W biały dzień,
  - Bogusław Linda Gorączka,
  - Krzysztof Zaleski – Dziecinne pytania, Gorączka, Głosy, Indeks,
  - Teresa Marczewska Dreszcze
- zdjęcia: Witold Stok W biały dzień
- scenografia: Andrzej Przedworski Wahadełko i Gorączka
- dźwięk: Norbert Mędlewski Głosy
- scenariusz: Filip Bajon Wahadełko
- montaż: Irena Choryńska Głosy i Dreszcze

Nagroda Dziennikarzy: Jerzy Skolimowski Ręce do góry
Nagroda „Fotel Widza” - Panny z Wilka, reż. Andrzej Wajda
Nagrody Honorowe ufundowane przez NSZZ „Solidarność”:
- Człowiek z żelaza, reż. Andrzej Wajda
- Chłopi 81, reż. Andrzej Piekutowski